# Liu Xiaotong
Liu Xiaotong (chinesisch 刘晓彤, Pinyin Liú Xiǎotóng; * 16. Februar 1990 in Dunhua, Provinz Jilin) ist eine chinesische Volleyballspielerin.
Liu spielt seit 2013 in der chinesischen Nationalmannschaft und wurde 2014 in Italien Vizeweltmeisterin. 2015 wurde sie Asienmeisterin und siegte beim World Cup in Japan. Ein Jahr später gewann sie bei den Olympischen Spielen 2016 in Rio de Janeiro die Goldmedaille. 2018 gewann Liu mit der Nationalmannschaft bei der Nations League und bei der Weltmeisterschaft in Japan jeweils Bronze und siegte bei den Asienspielen in Jakarta. 2019 gewann sie erneut Bronze bei der Nations League und erneut den World Cup in Japan.
Liu spielt seit 2006 bei Peking BAW, mit dem sie 2019 die chinesische Meisterschaft gewann. 2018/19 war die Außenangreiferin bei Tianjin Bohai Bank aktiv und gewann hier 2018 die chinesische Meisterschaft und 2019 die asiatische AVC-Klubmeisterschaft.
Liu wurde in ihrer Karriere mehrfach als „Beste (Außen)angreiferin“ ausgezeichnet.